# 콘스탄티노스 1세
콘스탄티노스 1세(그리스어: Κωνσταντῖνος Αʹ, Βασιλεὺς τῶν Ἑλλήνων, 1868년 8월 2일 ~ 1923년 1월 11일)는 그리스 왕국의 국왕으로 1913년 ~ 1917년, 1920년 ~ 1922년에 재위하였다. 그리스-터키 전쟁 당시 그는 그리스군의 총사령관으로 전쟁에 참여하였다. 1912년과 1913년의 발칸 전쟁에서 승리를 거두고 테살로니키 일대의 영토를 회복하여 그리스의 인구를 늘렸다.
제1차 세계 대전 참전 여부를 놓고 그리스에서 국론 분열이 일어나 엘레프테리오스 베니젤로스 등과 갈등하던 도중에 1917년에 폐위되어 망명하였으며, 아들 알렉산드로스가 패혈증에 의한 감염으로 죽자 1920년 국민투표 후 논란 끝에 왕위에 복귀하였다. 그러나 1919년부터 벌어진 그리스와 터키의 전쟁에서 최종적으로 패하여 다시 폐위당하고 시칠리아섬으로 망명하였다. 망명 4개월만에 이탈리아의 시칠리아섬에서 사망하였다.

## 생애

### 출생

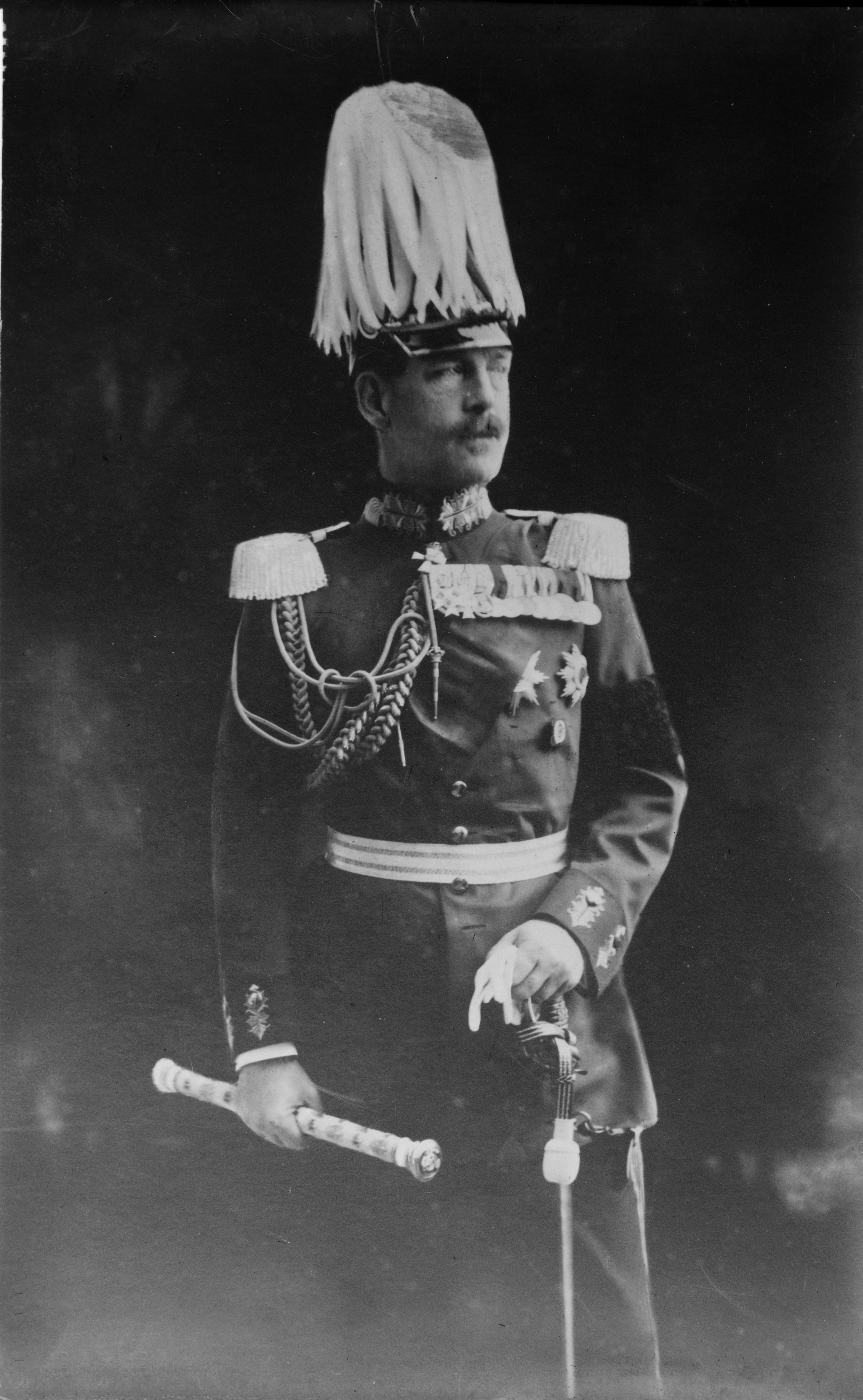
콘스탄티노스

1868년 8월 2일 콘스탄티노스는 아테네에서 그리스 왕 요르요스 1세와 러시아의 올가 콘스탄티노브나의 장남으로 태어났으며, 덴마크의 왕 크리스티안 9세의 손자였다. 어머니 올가는 콘스탄틴 대공의 딸로, 러시아의 니콜라이 1세의 손녀였다. 아버지 요르요스 1세는 그의 이름을 콘스탄틴이라 지었는데 이는 과거 로마 제국과 비잔티움 제국의 영광을 재현하라는 뜻에서 콘스탄티노스로 지은 것이다.
유년 시절 아버지 요르요스 1세는 저명한 학자들을 초빙하여 특별 교육을 시켰다. 어려서 이오니스 판다질리스(ιωαννης πανταζιδης)로부터 고대 그리스 문학을 배웠고, 바실리우스 라코나스에게서는 수학과 물리학을, 콘스탄틴 파파기오풀로스에게서는 역사학을 배웠다. 그의 지지자들은 그를 러시아의 콘스탄틴 대공이자 비잔틴 제국의 황제들부터 기산하여 그를 콘스탄티누스 12세로도 부른다. 그밖에 그에게는 "독수리의 아들"( ο γιός του αητού )이라는 별명도 붙여졌다.

### 군인 생활
1882년 그리스 육군사관학교(Hellenic Military Academy)에 입학하여, 1886년 졸업하고 그리스 군 장교로 복무하였다. 이어 독일 베를린으로 건너가 군사 교육을 받은 뒤 독일 황실 근위대 (German Imperial Guard)에서 근무하였다. 후일 콘스탄티노스는 자신의 아들 요르요스 2세를 독일로 보내 군사훈련을 받게 한다. 독일 황실 근위대 장교로 복무하며 콘스탄틴은 하이델베르크 대학과 라이프치히 대학에서 정치학과 경제학을 수학하였다.
독일 황실 근위대 장교로 근무 중 프리드리히 3세의 딸 소피아 공주와 결혼이 결정돼, 1889년 10월 26일 아테네에서 소피아와 결혼했다. 부부는 3남 3녀를 두었다. 
귀국 후 1890년 육군 소장으로 진급하고, 아테네 시에 있는 그리스군 제3사령부 사령관으로 발령받았다. 그는 그리스-터키 전쟁 (1897년) 당시 그리스 군대의 총사령관이었으나 1897년 그리스-터키 전쟁 (1897년)에서 참패하였고 그 여파로 국왕의 인기가 하락하고, 왕정 반대파의 목소리가 강해지게 됐다. 또한 의회에서는 군사 개혁과 동시에 왕실 왕자들의 해고 요구가 빗발치기도 했다. 한편 발칸 전쟁(1912년 ~ 1913년) 당시 그리스 군대를 이끌어 이 전쟁에서 그리스는 테살로니키를 점령하고 국토와 인구를 갑절로 늘렸다. 그는 부왕이 살해당한 뒤 1913년 3월 18일에 왕위를 승계하였다. 즉위 직후 그는 발칸 전쟁에서 승리하여 테살로니키를 최종 평정하였다.

### 치세 기간

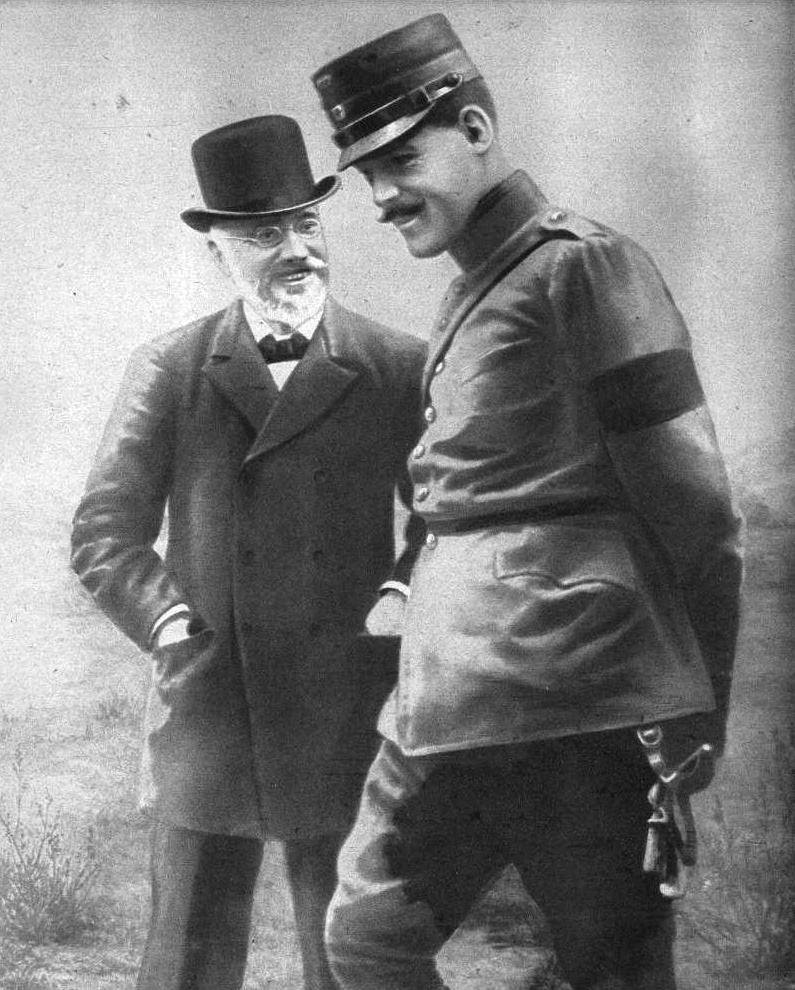
엘레프테리오스 베니젤로스와 함께

콘스탄티노스 1세는 그리스의 제1차 세계 대전 참전을 놓고 엘레프테리오스 베니젤로스와 불화를 빚어 국론 분열로 이어졌다. 그는 두번이나 베니젤로스를 사임케 하였으나 1917년에 영국-프랑스 군대가 아테네 폭격을 위협하자 폐위되었으며, 이때 그리스의 반 독일 감정이 나타나면서 독일에서 군사훈련을 받은 장남 요르요스 대신 차남 알렉산드로스에게 왕위를 물려주었다. 퇴위 후 콘스탄티노스는 왕실 가족을 데리고 프랑스로 망명하였다.
그러나 1923년 알렉산드로스가 원숭이에게 물려, 병으로 사망한 뒤 베니젤로스는 1920년 선거에서 패배하였으며 그 해에 국민 투표가 실시되자, 콘스탄티노스 1세의 복위를 놓고 논란이 발생했지만 결국 콘스탄티노스의 복위가 결정되었다. 콘스탄티노스는 그리스-터키 전쟁 (1919년 ~ 1922년)에서 그리스가 패배하면서 1922년에 두 번째이자 마지막으로 폐위되었다. 그의 뒤를 이어 장남 요르요스 2세가 왕위에 올랐다.

### 퇴위 이후

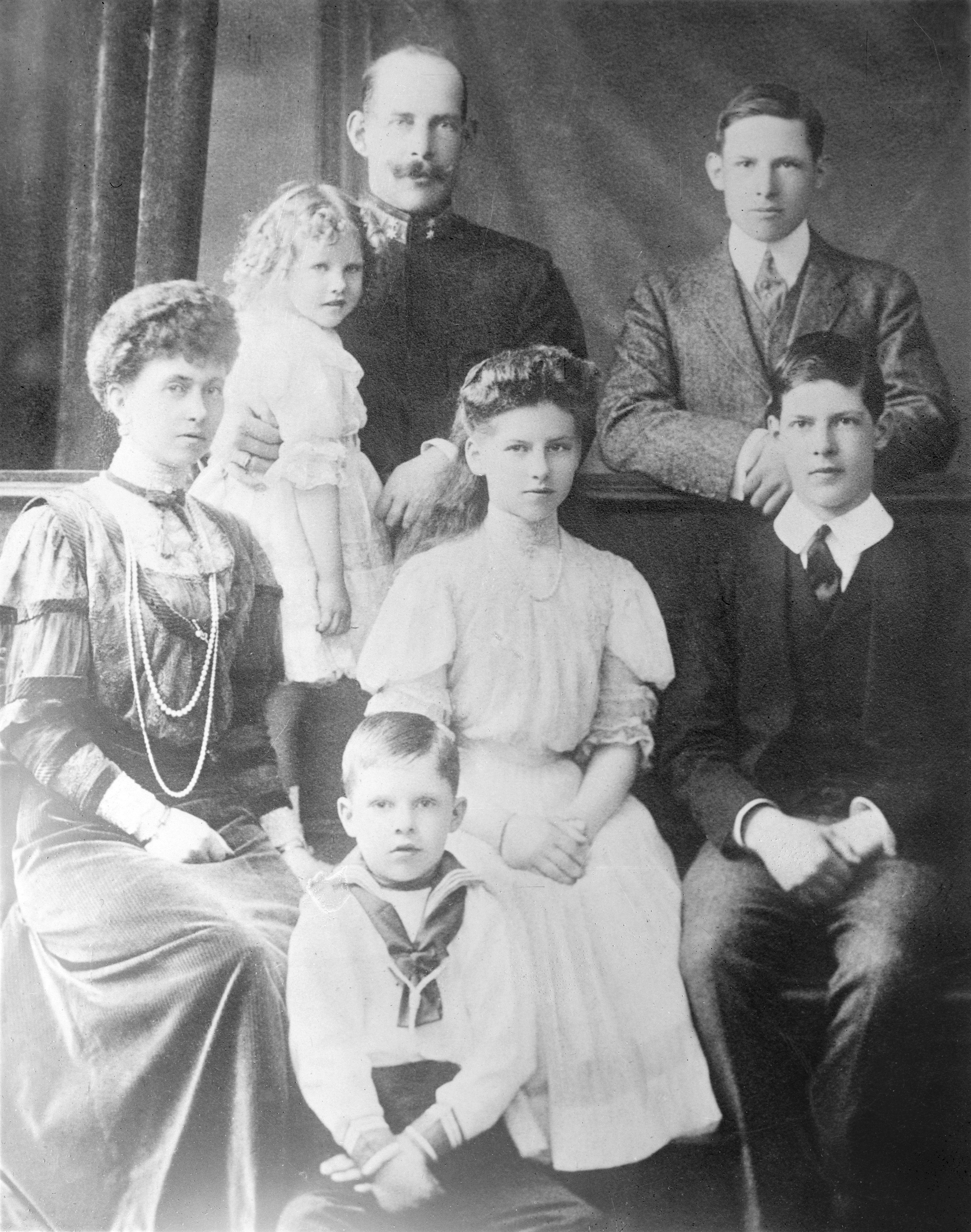
1910년의 가족 사진

폐위 후 이탈리아로 망명, 시칠리아섬의 팔레르모에서 여생을 보냈다. 1923년 1월 17일 팔레르모에서 사망하였다. 시신은 그리스로 운구되어 아테네 시에 있는 타티 궁의 왕실 묘역에 안장되었다. 그가 죽자 왕비 소피아는 그리스에 귀국하려 하였으나 귀국이 허용되지 않아 고향인 독일로 돌아가 프랑크푸르트에서 여생을 보냈다.

## 자녀
- 요르요스 2세(George II, King of the Hellenes, 1890년 7월 20일 - 1947년 4월 1일) 루마니아의 엘리사베트와 결혼, 자녀 없음.
- 알렉산드로스(Alexander, King of the Hellenes, 1893년 8월 1일 - 1920년 10월 25일), 그리스인 아스파시아 마노스와 결혼, 1녀
- 그리스와 덴마크의 공주 엘레니(Princess Helene of Greece and Denmark, 1896년 5월 2일 - 1982년 11월 28일) - 루마니아의 카롤 2세와 결혼, 1남

콘스탄티노스 1세의 그리스군 사령관 휘장

- 파블로스(Paul, King of the Hellenes, 1901년 12월 14일 - 1964년 3월 6일) - 하노버의 프레데리케와 결혼, 1남 2녀
- 그리스와 덴마크의 공주 이리니(Princess Irene of Greece and Denmark, 1904년 2월 13일 - 1974년 4월 15일) 아이모네 디 사보이아아오스타 공작과 결혼, 1남
- 그리스와 덴마크의 공주 에카테리니(Princess Katherine of Greece and Denmark, 1913년 5월 4일 - 2007년 10월 2일) - 리처드 밴담과 결혼, 1남

## 같이 보기
- 발칸 전쟁
- 국민 투표

## 관련 서적
- George B. Leontaritis, Greece and the First World War (1990)
- Darling, Janina K. (2004). 〈Panathenaic Stadium, Athens〉. 《Architecture of Greece》. Greenwood Publishing Group. ISBN 0-313-32152-3.
- Young, David C. (1996). 《The Modern Olympics: A Struggle for Revival》. JHU Press. ISBN 0-8018-7207-3.
- Van der Kiste, John (1994). 《Kings of the Hellenes》. Sutton Publishing. ISBN 0-7509-2147-1.
- Polykratis, Iakovos Th. (1945–1955). 〈Constantine〉.   Passas Ioannis. 《Encyclopedia "The Helios"》 (그리스어) XI. Athens.

| 전임 요르요스 1세 | 그리스 국왕 1913년 3월 18일~1917년 6월 11일 | 후임 알렉산드로스 |

| 전임 알렉산드로스 | 그리스 국왕 1920년 12월 19일~1922년 9월 27일 | 후임 요르요스 2세 |

| 전임 (신설) | 그리스 국왕 1920년 12월 19일~1922년 9월 27일 | 후임 요르요스 2세 |

| 전임 (신설) | 제1대 올림픽 조직위원회 위원장 1894년 6월 23일~1896년 4월 15일 | 후임 피에르 드 쿠베르탱 |